# Алессандро Монтанья
Алессандро Монтанья (італ. Alessandro Montagna, 4 серпня 1893, Ла-Спеція — 22 січня 1941, Тобрук) — італійський військовик, учасник Другої світової війни, нагороджений Золотою медаллю «За військову доблесть».

## Біографія
Алессандро Монтанья народився 4 серпня 1893 року у Ла-Спеції. У 1909 році у віці 16 році добровільно вступив юнгою у військово-морський флот. Пройшов навчання у Корпусі королівських військово-морських екіпажів за фахом торпедника. Брав участь в італійсько-турецькій війні на борту броненосного крейсера «Піза».
Під час Першої світової війни ніс службу на борту крейсера «Амальфі», за що був нагороджений хрестом «За військові заслуги».
У 1921 році отримав звання старшини 2-го класу, у 1924 році — старшини 1-го класу. Ніс службу на надводних кораблях та підводних човнах.
Брав участь в операціях італійського флоту під час громадянської війни в Іспанії на борту підводного човна «Енріко Тоті».
У травні 1938 року Алессандро Монтанья був переведений на крейсер «Сан-Джорджо», що використовувався як навчальний корабель. Після вступу Італії у Другу світову війну 10 червня 1940 року крейсер був перебазований у Тобрук, де надавав вогневу підтримку італійським військам у Лівії і здійснював протиповітряну оборону міста.
22 січня 1941 року «Сан-Джорджо» був учергове пошкоджений британською авіацією і для уникнення затоплення посаджений на мілину. Перед захопленням міста британцями командир корабля Стефано Пульєзе підготував корабель до затоплення за допомогою підриву вибухівки. Проте в розрахований час заряди не вибухнули. Декілька членів екіпажу, серед яких були Стефано Пульєзе, Алессандро Монтанья та Джузеппе Бучуні, піднялись на борт корабля, щоб перевірити заряди. У цей момент спрацювала вибухівка. Алессандро Монтанья покидав корабель у носовій частині, проте зник у морі, на поверхні якого палала розлита нафта. Його тіло так і не було знайдено.
Алессандро Монтанья посмертно був нагороджений Золотою медаллю «За військову доблесть».

## Нагороди
- Золота медаль «За військову доблесть»
- Бронзова медаль «За військову доблесть»
- Хрест «За військові заслуги»